# Parafia Wniebowzięcia Najświętszej Maryi Panny w Lubiszynie
Parafia Wniebowzięcia Najświętszej Maryi Panny w Lubiszynie – parafia rzymskokatolicka we wsi Lubiszyn, należąca do dekanatu Gorzów Wielkopolski – Trójcy Świętej diecezji zielonogórsko-gorzowskiej, metropolii szczecińsko-kamieńskiej w Polsce, erygowana 1 czerwca 1951. Mieści się przy ulicy Pocztowej.